# Jean Simon (SOE)
Pour les articles homonymes, voir Simon et Jean Simon (homonymie).
Jean Simon (1921-1944)  est un agent du service secret britannique Special Operations Executive pendant la Seconde Guerre mondiale. Il a été tué en opération en janvier ou février 1944. 

## Biographie
Jean Alexandre Robert Simon naît le 22 janvier 1921, fils de Louis Antoine Robert et Elvina Maréchal de Saint-Claude, Jura, France. 
Pendant la guerre, il est recruté sur place (commissioned in the field) par la section F du SOE.
Malgré des sources mentionnant deux réseaux, il était membre  du réseau STOCKBROKER, nom de guerre « Claude ».
Situation militaire : SOE, section F, General List ; grade : second lieutenant ; matricule : 313-421.
Il est tué au combat, le 27 janvier 1944, au café Grangier, Sochaux, France.

## Reconnaissance

### Distinctions
- France : Croix de guerre 1939-1945 avec étoile d'argent, Médaille de la Résistance.

### Monuments
- En tant que l'un des 104 agents du SOE section F morts pour la France, Jean Simon est honoré au mémorial de Valençay (Indre).
- Brookwood Memorial, Surrey, panneau 22, colonne 1.